# States Motor Car Manufacturing Company
States Motor Car Manufacturing Company war ein US-amerikanischer Hersteller von Automobilen.

## Unternehmensgeschichte
Das Unternehmen wurde 1916 in Kalamazoo in Michigan gegründet. The Indianapolis News gibt als exaktes Datum den 13. Februar 1916 an. Zunächst war John A. Pyl Präsident und B. R. Barber und James H. Johnson Vizepräsidenten. Das Werk der aufgelösten Greyhound Cyclecar Company wurde bezogen. Im gleichen Jahr begann die Produktion von Automobilen. Der Markenname lautete States. Konstrukteur war E. J. Cook. 1917 wurde G. B. Pulfer Präsident und V. G. Denmon Vizepräsident. 1918 endete die Produktion. Am 23. Januar 1919 wurde über die Auflösung des Unternehmens berichtet.
Es gab keine Verbindung zur States Cyclecar Company, die vorher den gleichen Markennamen verwendete.

## Fahrzeuge
Zunächst gab es nur das Model 4-32. Es hatte einen Vierzylindermotor mit 32 PS Leistung. Das Fahrgestell hatte 284 cm Radstand. Die einzige angebotene Karosseriebauform war ein offener Tourenwagen mit fünf Sitzen.
1918 ergänzte das Model 6-37 das Sortiment. Es hatte einen Sechszylindermotor und 37 PS Leistung. Das Fahrgestell entsprach dem des schwächeren Modells. Neben dem Tourenwagen war auch ein zweisitziger Roadster erhältlich.

## Modellübersicht
| Jahr      | Modell     | Zylinder | Leistung (PS) | Radstand (cm) | Aufbau                                  |
| --------- | ---------- | -------- | ------------- | ------------- | --------------------------------------- |
| 1916–1917 | Model 4-32 | 4        | 32            | 284           | Tourenwagen 5-sitzig                    |
| 1918      | Model 4-32 | 4        | 32            | 284           | Tourenwagen 5-sitzig                    |
| 1918      | Model 6-37 | 6        | 37            | 284           | Tourenwagen 5-sitzig, Roadster 2-sitzig |